# Carta blanca (programa de TVE)
Carta Blanca fue un programa de TVE creado y dirigido por Santiago Tabernero, emitido por La 2 el año 2006 y también por el canal internacional de TVE, donde un invitado hacía un programa a su gusto seleccionado otros invitados para entrevistarlos y/o hacer alguna actuación. Tenía a Lara López como subdirectora y la sintonía de la cabecera era obra de Roque Baños. Producido por Gloria Concostrina, el equipo de guionistas estaba compuesto por Paco Tomás, Borja Echeverría y María Carrión.

## Episodios
| Número | Fecha      | Invitado/a principal     | Secundarios/as |
| 1.1    | 24-05-2006 | Elvira Lindo             | Juan Luis Arsuaga, Joan Albert Amargós, Concha Buika, Javier Cámara, Laura García Lorca, Alberto Iglesias, Miguel Poveda. |
| 1.2    | 01-06-2006 | Alejandro Jodorowsky     | Adanowsky, Marianne Costa, Alberto García-Alix, Beatriz Preciado, Álex Rovira, Santiago Segura. |
| 1.3    | 08-06-2006 | Alaska                   | Arakis, Manu Arregui, Carles Congost, Tomás Crespo, La Terremoto de Alcorcón, Rafael Doctor, Ramón Fano, Topacio Fresh, Miguel Ángel Gaüeca, Roberta Marrero, La Prohibida, Sabrina Sabrok, Manuel Toledano, Laura Valor, Mario Vaquerizo, Álvaro Villarubia, John Waters, Carmen Xtravaganza.                                             |
| 1.4    | 15-06-2006 | Juan Tamariz             | |
| 1.5    | 22-06-2006 | Sergi Arola              | Amaya Arzuaga, Carlos Jean, Eduardo Noriega, Guillermo del Toro. |
| 2.1    | 21-09-2006 | Rafael Amargo            | María José Álvarez, Antonio Canales, María Carmona, Jacobo Conde, Patrick de Bana, Dnoe, Vanesa Gálvez, Jesús Rafael García, Ludovico Hombrabella, Antonio Jiménez Maya, Yolanda Jiménez, María la Coneja, Maite Maya, Rubén Olmo, Dani Pannullo, Esther Ponce, Flavio Rodrigues, María Victoria Rodríguez, José Sorderita, Miguel Vallés. |
| 2.2    | 28-09-2006 | Ray Loriga               | Marlango, Agustín Díaz Yanes, Christina Rosenvinge, Enrique Vila-Matas. |
| 2.3    | 05-10-2006 | Lucía Etxebarria         | Silvia Abascal, Chenoa, Silvia Grijalda, Marie-France Hirigoyen, Silvia Marsó, Ana María Matute, Celia Nzang Mba, Marta Sanz, Imma Turbau. |
| 2.4    | 12-10-2006 | Antonio Escohotado       | Javier Andreu, Luis Eduardo Aute, Bebe, José Luis Díez Ripollés, Joan Carles March, Albert Pla, Luis Racionero. |
| 2.5    | 19-10-2006 | Isabel Coixet            | John Berger, Maria de Medeiros, Carlos Fuentes, Rodrigo Leão, Benedetta Tagliabue. |
| 2.6    | 26-10-2006 | Amparanoia               | Víctor Coyote, Tiken Jah Fakoly, Pitingo, Arianna Puello. |
| 2.7    | 02-11-2006 | David Trueba             | Accidents Polipoètics, John Carlin, Forges, Jabier Muguruza, Rob Riemen, Bebo Valdés. |
| 2.8    | 09-11-2006 | La Terremoto de Alcorcón | Asier Etxeandía, Mayra Gómez Kemp, Paco León, Merche Mar, The Chanclettes. |
| 2.9    | 16-11-2006 | Carlos Gil               | |

## Audiencias
| Temporada | Temporada | Episodios | Estreno                  | Final                   | Audiencia media | Audiencia media | Audiencia media |
| Temporada | Temporada | Episodios | Estreno                  | Final                   | Espectadores    | Cuota           |                 |
| --------- | --------- | --------- | ------------------------ | ----------------------- | --------------- | --------------- | --------------- |
|           | 1         | 5         | 24 de mayo de 2006       | 22 de junio de 2006     | 487 000         | 3,1%            |                 |
|           | 2         | 9         | 21 de septiembre de 2006 | 16 de noviembre de 2006 | 232 000         | 2,2%            |                 |
| Total     | Total     | 14        | 2006                     | 2006                    | 359 000         | 2,6%            |                 |

### Temporada 1: 2006
| N.º (serie) | N.º (temp.) | Invitado               | Fecha de emisión    | Audiencia      |
| ----------- | ----------- | ---------------------- | ------------------- | -------------- |
| 1           | 1           | «Elvira Lindo»         | 24 de mayo de 2006  | 515 000 (3,3%) |
| 2           | 2           | «Alejandro Jodorowsky» | 1 de junio de 2006  | 375 000 (2,4%) |
| 3           | 3           | «Alaska»               | 8 de junio de 2006  | 464 000 (3,0%) |
| 4           | 4           | «Juan Tamariz»         | 15 de junio de 2006 | 796 000 (5,0%) |
| 5           | 5           | «Sergi Arola»          | 22 de junio de 2006 | 283 000 (1,8%) |

### Temporada 2: 2006
| N.º (serie) | N.º (temp.) | Invitado                   | Fecha de emisión         | Audiencia      |
| ----------- | ----------- | -------------------------- | ------------------------ | -------------- |
| 6           | 1           | «Rafael Amargo»            | 21 de septiembre de 2006 | 215 000 (1,7%) |
| 7           | 2           | «Ray Loriga»               | 28 de septiembre de 2006 | 164 000 (1,4%) |
| 8           | 3           | «Lucía Etxebarria»         | 5 de octubre de 2006     | 331 000 (3,0%) |
| 9           | 4           | «Antonio Escohotado»       | 12 de octubre de 2006    | 240 000 (1,9%) |
| 10          | 5           | «Isabel Coixet»            | 19 de octubre de 2006    | 175 000 (1,7%) |
| 11          | 6           | «Amparanoia»               | 26 de octubre de 2006    | 206 000 (2,0%) |
| 12          | 7           | «David Trueba»             | 2 de noviembre de 2006   | 186 000 (1,9%) |
| 13          | 8           | «La Terremoto de Alcorcón» | 9 de noviembre de 2006   | 333 000 (3,7%) |
| 14          | 9           | «Carlos Gil»               | 16 de noviembre de 2006  | 237 000 (2,5%) |